# Jungermannia rivularis
Jungermannia rivularis là một loài rêu tản trong họ Jungermanniaceae. Loài này được (Nees) C. Hartm. miêu tả khoa học lần đầu tiên năm 1843.